# مدال آتش
مدال آتش یک فرنچایز بازی رایانه‌ای به سبک خیال‌پردازی است که توسط اینتلجنت سیستمز (Intelligent Systems) ساخته شده و در سال ۱۹۹۰ توسط سیستم سرگرمی نینتندو منتشر شده‌است. ۵ بازی نخست مدال آتش با استقبال موفقی در ژاپن روبرو شد.